# О’Доноху, Хуан
Хуан Хосе Рафаэль Теодомиро де О’Доноху и О’Риан (исп. Juan José Rafael Teodomiro de O'Donojú y O'Ryan; 30 июля 1762 — 8 октября 1821) — испанский государственный деятель и военный, последний вице-король Новой Испании.

## Биография
Родился в 1762 году в Севилье, являлся потомком выходцев из Ирландии, которые были вынуждены покинуть родину в 1720-х годах, спасаясь от гонений на католиков, устроенных королём Георгом I. В возрасте 20 лет вступил в испанскую армию, дослужился до звания генерал-лейтенанта. Во время вторжения Наполеона в Испанию попал в плен во время осады Сарагосы, содержался в Байонне, в 1811 году сумел бежать и добрался до Кадиса (единственного города Испании, не оккупированного французами). Кадисские кортесы сделали его военным министром. После того, как король Фердинанд VII вернулся к власти, был отдан под суд, и 18 октября 1814 года приговорён к четырёхлетнему тюремному заключению в крепости Сан-Карлос на острове Мальорка.
Когда в 1820 году либералы вынудили короля Фердинанда восстановить действие Конституции, О’Доноху стал генерал-капитаном Андалусии. В 1821 году Генеральные кортесы Испании сделали его Высшим политическим начальником Новой Испании (до введения в действие Конституции эта должность именовалась «вице-король Новой Испании») и генерал-капитаном Новой Испании. 3 августа 1821 года он прибыл в Веракрус, и практически сразу же был вынужден действовать в связи с восстанием, поднятым Агустином де Итурбиде и его манифестом, известным как «План Игуалы». Он написал письмо Итурбиде, предлагая встретиться в любом удобном месте для переговоров. Итурбиде согласился, и выбрал для встречи город Кордова. 24 августа они подписали «Кордовский договор», который лишь в небольших мелочах отличался от «Плана Игуалы». Ряд испанских военных отказались признать независимость Мексики, но О’Доноху, используя свою власть Высшего политического начальника, назначенного испанским правительством, заставил фельдмаршала Франсиско Новелью вывести войска из Мехико в Веракрус.
8 октября 1821 года Хуан О’Доноху неожиданно скончался в Мехико от плеврита. Он был похоронен в Кафедральном соборе Мехико с почестями, полагающимися вице-королю.